# Андало
А́ндало (итал. Andalo) — коммуна в Италии, располагается в регионе Трентино — Альто-Адидже, в провинции Тренто, центр сообщества Паганелла.
Население коммуны, 01.01.2023 года, составляет 1142 человека, плотность населения составляет 100,37 чел./км². Коммуна занимает площадь 11,38 км². Почтовый индекс — 38010. Телефонный код — 0461.
Покровителями коммуны почитаются святой Вит, празднование 15 июня, а также святые Модест и Крискентия.

## Население
Динамика населения

## Администрация коммуны
Главой коммуны является мэр Альберто Перли (итал. Alberto Perli), с 22 сентября 2020 года.